# Ambasadorowie Chin w Chile
Chińska Republika Ludowa posiada w Republice Chile swojego przedstawiciela w randze ambasadora od 1971 roku.
| 1.  | Lin Ping       | czerwiec 1971 – luty 1973        |
| 2.  | Xu Zhongfu     | kwiecień 1973 – październik 1977 |
| 3.  | Hu Chengfang   | kwiecień 1978 – grudzień 1980    |
| 4.  | Tang Haiguang  | kwiecień 1981 – listopad 1985    |
| 5.  | Huang Shikang  | marzec 1986 – lipiec 1990        |
| 6.  | Zhu Xiangzhong | czerwiec 1990 – listopad 1995    |
| 7.  | Wang Chengjia  | grudzień 1995 – sierpień 1998    |
| 8.  | Zhang Shaying  | wrzesień 1998 – październik 2000 |
| 9.  | Ren Jingyu     | grudzień 2000 – sierpień 2003    |
| 10. | Li Changhua    | wrzesień 2003 – luty 2007        |
| 11. | Liu Yuqin      | marzec 2007 – grudzień 2009      |
| 12. | Lu Fan         | od grudnia 2009                  |